# Kurt Elias
Kurt Elias (ur. 1 kwietnia 1928) – austriacki zapaśnik walczący w stylu klasycznym. Olimpijczyk z Londynu 1948, gdzie zajął dziesiąte miejsce w kategorii do 57 kg.

## Letnie Igrzyska Olimpijskie 1948
| Konkurencja          | Rundy eliminacyjne   | Rundy eliminacyjne      | Rundy eliminacyjne   | Klas. końcowa |
| Konkurencja          | Przeciwnik I         | Przeciwnik II           | Przeciwnik III       | Miejsce       |
| -------------------- | -------------------- | ----------------------- | -------------------- | ------------- |
| 57 kg styl klasyczny | Reidar Merli (NOR) P | Elvidio Flamini (ARG) Z | Mahmud Hasan (EGY) P | 10.           |